# Mistrzostwa Europy w koszykówce mężczyzn
Mistrzostwa Europy w koszykówce mężczyzn (FIBA European Championship, Eurobasket) – międzynarodowe rozgrywki koszykarskie odbywające się pod patronatem FIBA Europe. Mistrzostwa Europy odbywają się co dwa lata, na przemian z igrzyskami olimpijskimi i mistrzostwami świata.
Najwięcej razy (14) mistrzem Europy była reprezentacja ZSRR, 8 tytułów posiada Jugosławia. Reprezentacja Polski w Mistrzostwach Europy zdobyła 4 medale (1 srebrny i 3 brązowe).
W latach od 1937 do 1953 w Mistrzostwach Europy brała udział reprezentacja Egiptu. Została ona dopuszczona przez FIBA Europe, gdyż nie miała ani jednego przeciwnika na swoim kontynencie.
W 1941 roku Mistrzostwa Europy zostały odwołane z powodu trwającej II wojny światowej.

## Gospodarze
| Ile razy | Państwa (lata)                               |
| -------- | -------------------------------------------- |
| 5        | RFN \| Niemcy (1971, 1985, 1993, 2015, 2022) |
| 4        | YUG\| SCG\| Serbia (1961, 1975, 1989, 2005)  |
| 4        | Francja (1951, 1983, 1999, 2015)             |
| 4        | Włochy (1969, 1979, 1991, 2022)              |
| 3        | Hiszpania (1973, 1997, 2007)                 |
| 3        | Litwa (1939, 1941*, 2011)                    |
| 3        | Turcja (1959, 2001, 2017)                    |
| 3        | Czechosłowacja\| Czechy (1947, 1981, 2022)   |
| 3        | Finlandia (1967, 2017, 2025)                 |
| 3        | Polska (1963, 2009, 2025)                    |
| 2        | Szwajcaria (1935, 1946)                      |
| 2        | ZSRR (1953, 1965)                            |
| 2        | Grecja (1987, 1995)                          |
| 2        | Łotwa (1937, 2025)                           |
| 1        | Egipt (1949)                                 |
| 1        | Węgry (1955)                                 |
| 1        | Bułgaria (1957)                              |
| 1        | Belgia (1977)                                |
| 1        | Szwecja (2003)                               |
| 1        | Słowenia (2013)                              |
| 1        | Chorwacja (2015)                             |
| 1        | Łotwa (2015)                                 |
| 1        | Izrael (2017)                                |
| 1        | Rumunia (2017)                               |
| 1        | Gruzja (2022)                                |
| 1        | Cypr (2025)                                  |

## Medaliści
| Rok  | Gospodarz                             | Finał                                          | Finał                                          | o trzecie miejsce                              | o trzecie miejsce                              |
| Rok  | Gospodarz                             | Mistrz                                         | Wicemistrz                                     | Trzecie miejsce                                | Czwarte miejsce                                |
| ---- | ------------------------------------- | ---------------------------------------------- | ---------------------------------------------- | ---------------------------------------------- | ---------------------------------------------- |
| 1935 | Szwajcaria                            | Łotwa                                          | Hiszpania                                      | Czechosłowacja                                 | Szwajcaria                                     |
| 1937 | Łotwa                                 | Litwa                                          | Włochy                                         | Francja                                        | Polska                                         |
| 1939 | Litwa                                 | Litwa                                          | Łotwa                                          | Polska                                         | Francja                                        |
| 1941 | Litwa                                 | odwołane z powodu trwającej II wojny światowej | odwołane z powodu trwającej II wojny światowej | odwołane z powodu trwającej II wojny światowej | odwołane z powodu trwającej II wojny światowej |
| 1946 | Szwajcaria                            | Czechosłowacja                                 | Włochy                                         | Węgry                                          | Francja                                        |
| 1947 | Czechosłowacja                        | ZSRR                                           | Czechosłowacja                                 | Egipt                                          | Belgia                                         |
| 1949 | Egipt                                 | Egipt                                          | Francja                                        | Grecja                                         | Turcja                                         |
| 1951 | Francja                               | ZSRR                                           | Czechosłowacja                                 | Francja                                        | Bułgaria                                       |
| 1953 | ZSRR                                  | ZSRR                                           | Węgry                                          | Francja                                        | Czechosłowacja                                 |
| 1955 | Węgry                                 | Węgry                                          | Czechosłowacja                                 | ZSRR                                           | Bułgaria                                       |
| 1957 | Bułgaria                              | ZSRR                                           | Bułgaria                                       | Czechosłowacja                                 | Węgry                                          |
| 1959 | Turcja                                | ZSRR                                           | Czechosłowacja                                 | Francja                                        | Węgry                                          |
| 1961 | Jugosławia                            | ZSRR                                           | Jugosławia                                     | Bułgaria                                       | Francja                                        |
| 1963 | Polska                                | ZSRR                                           | Polska                                         | Jugosławia                                     | Węgry                                          |
| 1965 | ZSRR                                  | ZSRR                                           | Jugosławia                                     | Polska                                         | Włochy                                         |
| 1967 | Finlandia                             | ZSRR                                           | Czechosłowacja                                 | Polska                                         | Bułgaria                                       |
| 1969 | Włochy                                | ZSRR                                           | Jugosławia                                     | Czechosłowacja                                 | Polska                                         |
| 1971 | RFN                                   | ZSRR                                           | Jugosławia                                     | Włochy                                         | Polska                                         |
| 1973 | Hiszpania                             | Jugosławia                                     | Hiszpania                                      | ZSRR                                           | Czechosłowacja                                 |
| 1975 | Jugosławia                            | Jugosławia                                     | ZSRR                                           | Włochy                                         | Hiszpania                                      |
| 1977 | Belgia                                | Jugosławia                                     | ZSRR                                           | Czechosłowacja                                 | Włochy                                         |
| 1979 | Włochy                                | ZSRR                                           | Izrael                                         | Jugosławia                                     | Czechosłowacja                                 |
| 1981 | Czechosłowacja                        | ZSRR                                           | Jugosławia                                     | Czechosłowacja                                 | Hiszpania                                      |
| 1983 | Francja                               | Włochy                                         | Hiszpania                                      | ZSRR                                           | Holandia                                       |
| 1985 | RFN                                   | ZSRR                                           | Czechosłowacja                                 | Włochy                                         | Hiszpania                                      |
| 1987 | Grecja                                | Grecja                                         | ZSRR                                           | Jugosławia                                     | Hiszpania                                      |
| 1989 | Jugosławia                            | Jugosławia                                     | Grecja                                         | ZSRR                                           | Włochy                                         |
| 1991 | Włochy                                | Jugosławia                                     | Włochy                                         | Hiszpania                                      | Francja                                        |
| 1993 | Niemcy                                | Niemcy                                         | Rosja                                          | Chorwacja                                      | Grecja                                         |
| 1995 | Grecja                                | Jugosławia                                     | Litwa                                          | Chorwacja                                      | Grecja                                         |
| 1997 | Hiszpania                             | Jugosławia                                     | Włochy                                         | Rosja                                          | Grecja                                         |
| 1999 | Francja                               | Włochy                                         | Hiszpania                                      | Jugosławia                                     | Francja                                        |
| 2001 | Turcja                                | Jugosławia                                     | Turcja                                         | Hiszpania                                      | Niemcy                                         |
| 2003 | Szwecja                               | Litwa                                          | Hiszpania                                      | Włochy                                         | Francja                                        |
| 2005 | Serbia i Czarnogóra                   | Grecja                                         | Niemcy                                         | Francja                                        | Hiszpania                                      |
| 2007 | Hiszpania                             | Rosja                                          | Hiszpania                                      | Litwa                                          | Grecja                                         |
| 2009 | Polska                                | Hiszpania                                      | Serbia                                         | Grecja                                         | Słowenia                                       |
| 2011 | Litwa                                 | Hiszpania                                      | Francja                                        | Rosja                                          | Macedonia                                      |
| 2013 | Słowenia                              | Francja                                        | Litwa                                          | Hiszpania                                      | Chorwacja                                      |
| 2015 | Chorwacja · Francja · Łotwa · Niemcy  | Hiszpania                                      | Litwa                                          | Francja                                        | Serbia                                         |
| 2017 | Finlandia · Izrael · Rumunia · Turcja | Słowenia                                       | Serbia                                         | Hiszpania                                      | Rosja                                          |
| 2022 | Czechy · Gruzja · Niemcy · Włochy     | Hiszpania                                      | Francja                                        | Niemcy                                         | Polska                                         |
| 2025 | Łotwa · Cypr · Finlandia · Polska     |                                                |                                                |                                                |                                                |

## Klasyfikacja medalowa
stan po zakończeniu ME 2022
| Lp.   | Drużyna        | Miejsca na podium | Miejsca na podium | Miejsca na podium | Razem |
| Lp.   | Drużyna        | I                 | II                | III               | Razem |
| ----- | -------------- | ----------------- | ----------------- | ----------------- | ----- |
| 1.    | ZSRR           | 14                | 3                 | 4                 | 21    |
| 2.    | Jugosławia     | 8                 | 5                 | 4                 | 17    |
| 3.    | Hiszpania      | 4                 | 6                 | 4                 | 14    |
| 4.    | Litwa          | 3                 | 3                 | 1                 | 7     |
| 5.    | Włochy         | 2                 | 4                 | 4                 | 10    |
| 6.    | Grecja         | 2                 | 1                 | 2                 | 5     |
| 7.    | Czechosłowacja | 1                 | 6                 | 5                 | 12    |
| 8.    | Francja        | 1                 | 3                 | 6                 | 10    |
| 9.    | Rosja          | 1                 | 1                 | 2                 | 4     |
| 10.   | Węgry          | 1                 | 1                 | 1                 | 3     |
| 10.   | Niemcy         | 1                 | 1                 | 1                 | 3     |
| 12.   | Łotwa          | 1                 | 1                 | 0                 | 2     |
| 13.   | Egipt          | 1                 | 0                 | 1                 | 2     |
| 14.   | Słowenia       | 1                 | 0                 | 0                 | 1     |
| 15,   | Serbia         | 0                 | 2                 | 0                 | 2     |
| 16.   | Polska         | 0                 | 1                 | 3                 | 4     |
| 17.   | Bułgaria       | 0                 | 1                 | 1                 | 2     |
| 18.   | Izrael         | 0                 | 1                 | 0                 | 1     |
| 18.   | Turcja         | 0                 | 1                 | 0                 | 1     |
| 20.   | Chorwacja      | 0                 | 0                 | 2                 | 2     |
| RAZEM | RAZEM          | 41                | 41                | 41                | 123   |